# Раджастанці
Раджаста́нці (інакше раджастханці) — народ на північному заході Індії, корінне населення штату Раджастан в Індії. Становлять близько 60 % населення штату. Значні групи раджастанців живуть також і інших штатах Мадх'я-Прадеш, Махараштра, Телангана та ін., де вони становлять помітний прошарок серед ремісників і торговців. Живуть також у Пакистані.
Фактично, раджастанці — це група споріднених етнічних груп: марвари, джайпури, малви, дундари, гараути, мевари, мевати, шекавати, багри, німади та ін.
Говорять діалектами мови раджастхані.
Важко визначити чисельність народу. Офіційна статистика в Індії зараховує їх до числа населення, що говорить мовою гінді. Оціночні дані становлять від 50 до 80 млн осіб
Більшість раджастанців сповідає індуїзм, близько 8 % — іслам, близько 2 % — джайнізм.
Часто населення Раджастану називають раджпутами, але ця назва стосується тільки представників військово-феодальної касти.
У VI—XI ст. раджпутська династія Гуджара-Пратіхарів правила на більшій частині Північної Індії. Раджпути змогли зупинити арабське проникнення в Індію. Держава Гуджара-Пратіхарів розпалась не велику кількість князівств. На території Раджастану найсильнішим серед них було князівство Марвар. В XIII—XIV ст. тут існувало більше 20 князівств, підконтрольних Делійському султанату. Свідченням високої культури раджастанців є давні міста і пам'ятки середньовічної архітектури, народна творчість (перекази, пісні тощо).
В XVI ст. Раджастан був завойований державою Великих Моголів, серед місцевого населення поширюється іслам. На початку XVIII ст. раджастанці були завойовані імперією Маратха, а протягом 1817—1818 рр. їхні князівства підпали під владу англійських колонізаторів. Тоді край став називатись Раджпутаною. Після проголошення незалежності Індії князівства Раджпутани протягом 1947—1956 рр. були реструктуровані в штат Раджастан.
Основні заняття раджастанців — землеробство, тваринництво, ремесла; частина населення працює в промисловості. Вирощують баджру, джовар, ячмінь, пшеницю, кукурудзу, арахіс, цукрову тростину, бавовну, овочі, фрукти, розводять велику та дрібну рогату худобу, верблюдів, коней, віслюків. Ремесла: фарбування полотна, ювелірна справа, різьблення по каменю і слоновій кістці, обробка металів (карбування, ритування, емаль, в минулому було поширене зброярство), мистецтво мініатюри.
Для багатьох міст Раджастану характерними є фортечні споруди. Села невеликі. Житло прямокутне, має дві або три кімнати, глинобитні або кам'яні стіни, обмазані глиною й кізяками, часто прикрашені розписом. Хати мають плоский дах із соломи, сланцю або черепиці.
Чоловіки носять дхоті, штани, сорочки-куртки з прямим коміром, яскраві тюрбани, на які йде 5-9 метрів смуги тканини, туфлі із загнутими носами. Жіночий костюм складається із широкої спідниці зі збірками, короткі кофти чолі або довгі кофти з довгими рукавами. В містах вдягають сарі, довгі шалі, що вкривають голову і спину, багато срібних прикрас.